# 57 Mnemosyne
57 Mnemosyne eller 1959 NT är en asteroid upptäckt 22 september 1859 av den tyske astronomen R. Luther i Düsseldorf. Asteroiden har fått sitt namn efter titanen Mnemosyne inom grekisk mytologi.